# Protursus
Protursus — викопний рід айлуридів з одним видом Protursus simpsoni, відомим за одним лівим зубом m2.

## Таксономія та еволюція
Первісні описувачі вважали Protursus simpsoni урсидом (ведмедем), близьким до Ursavus. У 1977 році Теніус об’єднав цей вид у рід Simocyon як Simocyon simpsoni, але це було відхилено в 2005 році, натомість знову розділене на Protursus, хоча як член підродини Simocyoninae.

## Опис
Protursus simpsoni відомий лише з одного екземпляра, лівого m2, знайденого на пізньоміоценовому місці Can Llobateras в Іспанії.